# Postcodes in Nederland

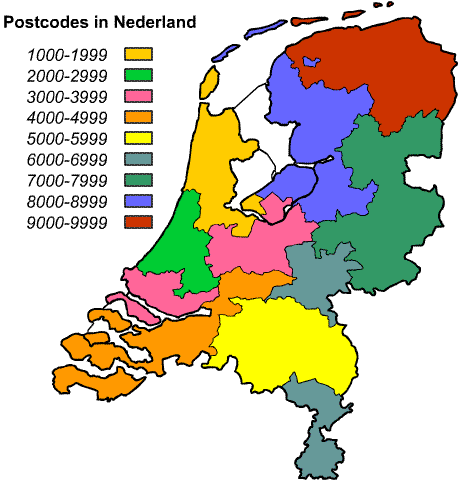
Verdeling postcodegebieden in Nederland

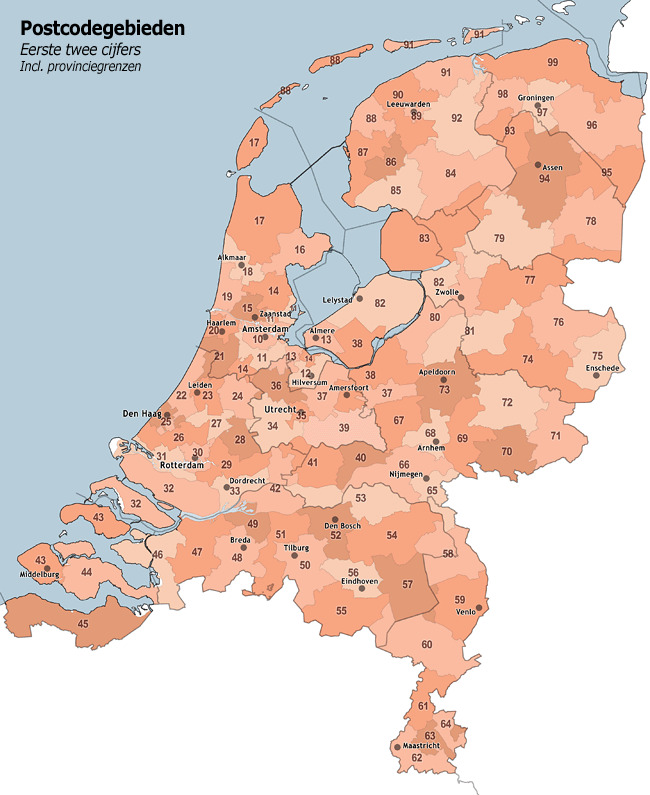
Indeling van postcodes (2 cijfers) in Nederland

Postcodes in Europees Nederland worden door PostNL aan door gemeenten gegenereerde adresgegevens toegekend.

## Postcode
In 1977 is de postcode ingevoerd door de vroegere PTT in Nederland. PTT had een postcodegids uitgereikt. 
De Nederlandse postcode bestaat uit vier cijfers, een spatie en twee letters. Dit geeft een postcode de vorm: 1234␣AB. De cijfers geven de stad, het dorp, de buurt of wijk aan, de letters zijn specifieker en geven de straat of een deel daarvan aan.
Een postcodegebied (de vier cijfers) ligt nagenoeg altijd binnen één gemeente, dus als een dorp of buurtschap op een gemeentegrens ligt, heeft het gewoonlijk meer dan één postcode. Het komt sporadisch voor dat twee plaatsnamen de cijfers van hun postcode gemeen hebben. In enkele gevallen, bijvoorbeeld door grenswijzigingen van dorpen of gemeenten sluit de praktijk niet meer naadloos aan bij deze beoogde eenduidigheid. Om praktische redenen worden dan vaak bestaande postcodes gehandhaafd. Er zijn overigens ook cijfercombinaties die maar één straat aangeven.
Soms komen er binnen één postcode twee straatnamen voor, maar dan altijd zo dat de huisnummers verschillen. 
Nederlandse adressen volgen het volgende stramien:
naam
straatnaam huisnummer
postcode (twee spaties) PLAATSNAAM
dus bijvoorbeeld
Stadhuis van Zwolle
Grote Kerkplein 15
8011 PK  ZWOLLE
De combinatie van postcode en huisnummer is uniek. In beginsel is voor adressering van post dus niet vereist dat de plaatsnaam of de straatnaam worden vermeld, al is dit wel zo makkelijk voor de postbezorgers. Deze eigenschap is bijzonder: lang niet alle postcodestelsels zijn zo gedetailleerd als het Nederlandse. In veel andere landen (bijvoorbeeld België, Frankrijk en Zwitserland) geeft een postcode alleen maar een stad of stadsdeel aan.

## Bijzonderheden
De laagste nummers binnen een plaatsnaam betreffen bij grotere plaatsen de postbussen. Zo bestaat de reeks 1000 tot en met 1009 in Amsterdam uit de postbussen in het hoofdpostkantoor. De reeks 1020 zijn de postbussen in Amsterdam-Noord. De laagste postcode is 1000 AA, deze is van Postbus 1 t/m 49 te Amsterdam. De eerste postcode die een straat aangeeft is 1011 AB. Dat is de De Ruijterkade, de straat die ten noorden van het Centraal Station loopt. De hoogste postcode is 9999 XL, de Akkemaweg te Stitswerd.
Daarnaast zijn er veel postcodes ongebruikt, dit voor eventuele uitbreiding van dorpen of steden.
Postcodes die op een 0 eindigen betreffen bijna altijd postbussen. Deze zijn niet apart aangegeven in deze lijst, wel bij grote steden waar de hele serie 00-09 uit postbussen bestaat. Uitzonderingen hierop zijn: de postcode 1060, die aan een aantal straten in Osdorp is toegekend en de postcodes 7610 en 7910, die aan een aantal straten in Almelo en Nieuweroord zijn toegekend.
De lettercombinaties 'SS', 'SD' en 'SA' worden niet gebruikt vanwege hun associaties met Nazi-Duitsland. Verder ontbraken de letters F, I, O, Q, U en Y in beginsel, dit is heden (vastgesteld in mei 2025) niet meer het geval. Het aantal postcodes met genoemde letter is wel beperkt:
F: 11 postcode, I: 2 postcodes, O: 31 postcodes, Q: 19 postcodes, U: 2 postcodes en Y: 12 postcodes.

## Geschiedenis
Een eerste studie naar de invoering van postcodes in Nederland begon in 1970 met de invoering van de FBA-code. Deze code, bestaande uit vier cijfers, werd gebruikt door bedrijven die gebruik maakten van frankering bij abonnement (vandaar de afkorting) en die de post gesorteerd aanboden.
De FBA-code werd niet gepropageerd voor het gewone publiek, maar de mensen kenden de eigen FBA-code natuurlijk wel, de code stond immers op veel ontvangen poststukken. Sommigen schreven de FBA-code op hun brieven, denkend dat dat door het postbedrijf op prijs werd gesteld.
In 1977 werd de FBA-code vervangen door de definitieve postcode, bestaande uit vier cijfers (niet gelijk aan de cijfers van de FBA-code) en twee letters. In 1978 werd het gewone publiek aangemoedigd om de postcode te gebruiken. Er werd een landelijke postcodegids van ca. 1400 pagina's verspreid waarin men van elk adres de bijbehorende postcode kon opzoeken. Voor nieuwe straten verscheen periodiek een aanvulling. Het postcodeboek kon gratis op het postkantoor worden opgehaald. Later konden postcodes op het internet worden opgezocht. 
Er waren gratis enveloppen met briefkaarten verkrijgbaar om familie, kennissen en anderen de postcode te laten weten. Ze konden portvrij worden verzonden.
In Caribisch Nederland zijn geen postcodes ingevoerd, al zijn daar wel plannen voor.

## Postcodegebieden en provincies
Hier volgt een lijst van postcodegebieden in numerieke volgorde, met vermelding van de provincie. In tegenstelling tot sommige andere landen, zoals Frankrijk en Spanje, kan aan de begincijfers niet de provincie worden afgelezen.
- 1000 - 1299 Noord-Holland
- 1300 - 1379 Flevoland
- 1380 - 1384 Noord-Holland
- 1390 - 1393 Utrecht
- 1394 Noord-Holland
- 1396 Utrecht
- 1398 - 1425 Noord-Holland
- 1426 - 1427 Utrecht
- 1428 - 1429 Zuid-Holland
- 1430 - 2158 Noord-Holland
- 2159 - 2164 Zuid-Holland
- 2165 Noord-Holland
- 2166 Zuid-Holland
- 2170 - 3381 Zuid-Holland
- 3382 - 3464 Utrecht
- 3465 - 3466 Zuid-Holland
- 3467 - 3769 Utrecht
- 3770 - 3794 Gelderland
- 3795 - 3836 Utrecht
- 3837 - 3888 Gelderland
- 3890 - 3899 Flevoland
- 3900 - 3924 Utrecht
- 3925 Gelderland
- 3926 - 3999 Utrecht
- 4000 - 4119 Gelderland
- 4120 - 4125 Utrecht
- 4126 - 4129 Utrecht voorheen Zuid-Holland
- 4130 - 4146 Utrecht
- 4147 - 4162 Gelderland
- 4163 - 4169 Utrecht
- 4170 - 4199 Gelderland
- 4200 - 4209 Zuid-Holland
- 4211 - 4212 Gelderland
- 4213 Zuid-Holland
- 4214 - 4219 Gelderland
- 4220 - 4229 Zuid-Holland
- 4230 - 4239 Utrecht
- 4240 - 4241 Zuid-Holland
- 4242 - 4249 Utrecht
- 4250 - 4299 Noord-Brabant
- 4300 - 4599 Zeeland
- 4600 - 4671 Noord-Brabant
- 4672 - 4679 Zeeland
- 4680 - 4681 Noord-Brabant
- 4682 - 4699 Zeeland
- 4700 - 5299 Noord-Brabant
- 5300 - 5335 Gelderland
- 5340 - 5765 Noord-Brabant
- 5766 - 5817 Limburg
- 5820 - 5846 Noord-Brabant
- 5850 - 6019 Limburg
- 6020 - 6029 Noord-Brabant
- 6030 - 6499 Limburg
- 6500 - 6583 Gelderland
- 6584 - 6599 Limburg
- 6600 - 7399 Gelderland
- 7400 - 7438 Overijssel
- 7439 Gelderland
- 7440 - 7739 Overijssel
- 7740 - 7766 Drenthe
- 7767 - 7799 Overijssel
- 7800 - 7949 Drenthe
- 7950 - 7955 Overijssel
- 7956 - 7999 Drenthe
- 8000 - 8049 Overijssel
- 8050 - 8054 Gelderland
- 8055 - 8069 Overijssel
- 8070 - 8099 Gelderland
- 8100 - 8159 Overijssel
- 8160 - 8195 Gelderland
- 8196 - 8199 Overijssel
- 8200 - 8259 Flevoland
- 8260 - 8299 Overijssel
- 8300 - 8322 Flevoland
- 8323 - 8349 Overijssel
- 8350 - 8354 Drenthe
- 8355 - 8379 Overijssel
- 8380 - 8387 Drenthe
- 8388 - 9299 Friesland
- 9300 - 9349 Drenthe
- 9350 - 9399 Groningen
- 9400 - 9478 Drenthe
- 9479 Groningen
- 9480 - 9499 Drenthe
- 9500 - 9509 Groningen
- 9510 - 9539 Drenthe
- 9540 - 9563 Groningen
- 9564 Drenthe
- 9565 - 9569 Groningen
- 9570 - 9579 Drenthe
- 9580 - 9653 Groningen
- 9654 - 9659 Drenthe
- 9660 - 9748 Groningen
- 9749 Drenthe
- 9750 - 9759 Groningen
- 9760 - 9769 Drenthe
- 9770 - 9849 Groningen
- 9850 - 9859 Friesland
- 9860 - 9869 Groningen
- 9870 - 9879 Friesland
- 9880 - 9999 Groningen

## Trivia
- Een Nederlandse postcode is een alfanumerieke samenstelling van cijfers en letters. Nederland behoort hiermee samen met Argentinië, Brunei, Canada, Ierland, Malta en het Verenigd Koninkrijk tot een minderheid van landen in de wereld met alfanumerieke postcodes.[4]